# أكاديمية الأمير حسين للحماية المدنية
أكاديمية الأمير حسين بن عبد الله الثاني للحماية المدنية هي إحدى الكليات التابعة لجامعة البلقاء التطبيقية. تأسست عام 2009 في منطقة الموقر التابعة لمحافظة العاصمة عمان. تهتم الكلية بمجالات الدفاع المدني والحماية المدنية، وتدرس تخصصات (هندسة الإطفاء والسلامة، الإسعاف الطبي المتخصص، إدارة الكوارث وهندسة الميكانيك فرع الطاقة المتجددة).